# 第5號交響曲 (馬勒)
第5號交響曲乃古斯塔夫·馬勒的第5首交響曲作品，作於1901年至1902年。此曲為馬勒交響曲中較普及的一首，其第1樂章開頭的一段小號獨奏以及第4樂章，都被使用於電影《魂斷威尼斯》。
第5號交響曲是馬勒在20世紀的第一部交響曲作品，在連續三首帶人聲的交響曲創作後，重新回到純器樂寫作，此舉標誌著其第二創作時期的開展。

## 創作背景
馬勒於1897年接任維也納宮廷歌劇院總監，1899年夏季於沃特湖畔的麥亞尼希購置了一幢馬勒創作小屋。馬勒之妻愛爾瑪這樣描述先生的創作天地：「那是一間簡陋的石屋，有三扇窗跟一道門⋯⋯有一架鋼琴，書架上有歌德跟康德的全集；音樂方面，只有巴赫。」1901年2月，由於工作繁重而引發了腸出血，幾乎致命這一次瀕死經驗對馬勒的心理有相當之影響：「我想，我人生最後的時刻來臨了。」
度過生死關頭之後，重返工作狀態的馬勒顯得異常積極。與愛爾瑪的相遇，亦在其生活中注入一股活泉。學者認為，此時期的馬勒所展現的特別正面的態度，顯示他以「生」剋「死」的傾向，藉以走出他長期以來在思想、藝術和生活中對「死亡」這一概念的糾結。
與此前的四首交響曲作品不同，第5號交響曲自始便摒棄標題、人聲及歌詞等因素，僅部分地引用自己歌曲作品的旋律作為素材。好友布鲁诺·瓦尔特曾表示：
沒有任何音樂之外的思想或情感對《第5號》之音樂施行影響力。它是音樂──熱情的、瘋狂猛烈的、感傷的、全面的、莊嚴的、溫和的，充滿了人類心靈中各種情緒與情感，但就只是音樂，沒有任何形而上學問題之描繪，進入這純粹的音樂進展中。
1901年夏季，馬勒在創作小屋完成了第1、第2樂章，其餘樂章則在一年後完成。在這期間，馬勒與愛爾瑪正式結為連理。「秋天他為我彈奏完整的《第五號交響曲》。這是第一次他為我演奏一首新的作品，我們為這個時刻，安靜的手臂挽著手臂，走向他在森林的工作室。」

### 首演
1904年10月18日，科隆，由馬勒親自指揮。首演的聽眾反應不甚正面，曾令馬勒大為光火。聽眾對第4樂章小柔板的接受度較高，理查德·施特劳斯則認為第一、第二樂章的表現更為傑出。1905年起，大眾對此曲的看法始趨肯定。

### 出版
第5號交響曲有二次正式的出版紀錄（1904年11月、1908年），但期間與其後馬勒仍不斷對之提出修改。學者指出，透過刪去一部分的擊樂使用，使第5號交響曲的織體得以更輕快、清晰。

## 分析

### 配器
| - 木管樂器 - 2短笛（由第三、四長笛手兼任） - 4長笛 - 3雙簧管 - 英國管（由第三雙簧管兼任） - E♭調高音單簧管（由第三單簧管兼任） - 3B♭調單簧管 - B♭調低音單簧管（亦由第三單簧管兼任） - 3低音管 - 倍低音管（由第三低音管兼任） | - 銅管樂器 - 法國號6 - 小號4 - 長號3 - 低音號 | - 定音鼓 - 敲擊樂器 - 大鼓、小鼓、鈸、三角鐵、鑼、鐵片琴、樂鞭 | - 豎琴 - 絃樂器 |

第3樂章中，馬勒標示要有一支 "必須的法國號"（Corno obligato），但由於該樂章只動用四支法國號，所以通常都會由法國號首席負責 "必須的法國號"，其他法國號手則負責另外的四個聲部。

### 概要
第5號交響曲在形式上有五個樂章，但馬勒將之劃分為三個篇章，其中第一樂章為第二樂章之導奏，第四與第五樂章亦有相近之處，第三樂章則獨立看待。
全曲演奏時間約70分鐘。
第1樂章
開頭的送葬進行曲跟《第2號交響曲》的情形相仿，但比較短小。曲調相當悲愁，也比較沒有那麼緊張。最初由小號吹奏出一段信號樂。接著，在一段A♭調鄉愁風的旋律相隨之下，突然轉慢（ritenuto）的主題之雙重提示。第二段B♭小調，是藉著銅管樂器叫囂般的切分音節奏來賦予強音的。
第2樂章
第3樂章
第4樂章
第四樂章是馬勒的代表作，亦是被公演得最多的馬勒音樂。同時，本樂章亦有用於電影配樂上。其中以1971年的《魂斷威尼斯》最為著名。
這樂章很多時都會被抽出作獨立演奏，其中原因，可以追溯至20世紀初。當時不少音樂會製作者或是評論家，都不認為演奏全首馬勒的交響曲能吸引觀眾入場觀賞。故此，只會把其中較易被接受的樂章抽出演奏。就以英國為例，第一次演繹全套第5號交響曲，是在1945年10月21日由漢森．恩格指揮伦敦爱乐乐团的演出。比只演奏本樂章 － 由亨利·活特於1909年8月31日在倫敦的逍遙音樂會中作首演，足足遲了36年。
本樂章的速度標示為 "小柔板"，同時馬勒在樂譜上亦用德文標示 "非常慢"（sehr langsam）。全樂章只用上五部絃樂器及豎琴作演奏。在中提琴和豎琴的分解和弦所引領下，第一小提琴奏出第一旋律，並由大提琴再一次奏出。中段旋律亦由第一小提琴奏出，經過三次轉調後，樂曲返回最開頭的旋律，但改由第二小提琴拉奏。後來第一小提琴緊接，並引領樂團來到結尾的最高潮，然後突然之間，所有聲部都收下來，最後以ppp的聲量完結。
不同指揮家對這樂章的演奏速度可以相距甚遠。例如拉圖的錄音是9分33秒，而阿巴多、卡拉揚與鄧許泰特的版本則接近12分鐘。
1968年6月8日，在羅伯特·弗朗西斯·肯尼迪的葬禮彌撒上，指揮家伯恩斯坦亦指揮演奏這樂章。
第5樂章

## 評價
- 蘇聯領導人米哈伊尔·戈尔巴乔夫於1992年《時代雜誌》為文：

偉大的音樂表達了對哲學的深思及真理的探索，在這首特別的交響曲中，它有幾個樂段是如此地震撼著靈魂的最深處，特別是第一樂章，大提琴與中提琴一同拉奏的那一段，它是極度強烈且動人的。馬勒音樂中所有的熱情與掙扎，使我感覺到它與我們改革時期的處境有些貼切。
⋯⋯你如果聽整首音樂，你可以聽到生活與死亡的主題。在他的音樂中，有著光明與悲劇性掙扎的黑暗相對抗。生活總是充滿了衝突與對立，但是如果沒有這個，就不是生活了。而馬勒就是有能力可以捕捉到人類處境的樣貌。

## 軼事
- 賽門·拉圖在2002年9月7日帶領柏林愛樂對外演出，這是他就任該團音樂總監之後的初亮相，選擇了此曲作為演出曲目。[14]

## 外部連結
- 馬勒第5號交響曲：国际乐谱典藏计划上的乐谱